# Active JAPAN
Active JAPAN（アクティブ・ジャパン）は、メディアワークス（現アスキー・メディアワークス）発行・主婦の友社発売の障害者スポーツ情報誌。1995年3月より1998年9月まで創刊時は隔月刊、途中より季刊ペースで刊行された。全13号。メディアワークス発行の雑誌で「電撃」（または「DENGEKI」「デンゲキ」）の表題を冠しない雑誌の1つである。
日本において障害者スポーツを専門に扱った情報誌はそれまで存在していなかったことから、関係者の期待は高かったが部数の低迷とメディアワークスの発行する出版物の発売元が1999年より主婦の友社から角川書店へ移行することが決定した影響で、休刊した。